# Al-Buchari
Muhammad Ibn Ismail Ibn Ibrahim Ibn al-Mughira al-Buchari محمد بن اسماعيل بن ابراهيم بن المغيرة البخاري, popularnie nazywany Al-Buchari (ur. 810 w Bucharze, zm. 870 w Chazantak koło Samarkandy) – perski uczony muzułmański, sunnita, autor najbardziej znanego i najwyżej cenionego przez sunnitów zbioru tradycji Proroka (hadisów) pt. „Sahih al-Buchari”, stawianego praktycznie na drugim miejscu po Koranie. 

## Życiorys
Urodził się w rodzinie cenionego zbieracza hadisów, Ismaila Ibn Ibrahima, w Bucharze. Został osierocony przez ojca we wczesnej młodości. Nauczywszy się w młodym wieku wszystkich hadisów krążących w jego regionie rodzinnym, wybrał się w towarzystwie matki i starszego brata w roku 820 w podróż. Już w wieku młodzieńczym opiniował i opowiadał hadisy. Ukończywszy 18 rok życia zaczął pisać o towarzyszach Proroka (ashab an-nabi) i ich następcach (at-tabi’un), oraz i ich wypowiedziach. Jako 16-latek odbył hadżdż do Mekki w towarzystwie matki i brata. Stamtąd udał się w drogę odwiedzając wszystkie najważniejsze wówczas ośrodki myśli muzułmańskiej, gdzie wymieniał się hadisami z innymi uczonymi. Według tradycji miał w ten sposób poznać przeszło 1000 przekazicieli hadisów i nauczyć się ponad 600 000 hadisów, wiarygodnych, jak i budzących wątpliwość. Na kosztowne podróże w celu zbierania hadisów roztrwonił cały swój majątek i w ten sposób nigdy się nie wzbogacił, choć zarabiał niemało. Po 16 latach nieobecności powrócił do Buchary, gdzie spisał swój zbiór wiarygodnych hadisów, pt. „Sahih al-Buchari”, obejmujący 7275 hadisów, pogrupowanych w 93 rozdziałach tematycznych. W 864 osiadł w Najsabur (ob. Niszapur), gdzie spotkał się z innym, równie znanym kodyfikatorem zbioru tradycji, Muslimem Ibn al-Hadżdżadżem, który przypuszczalnie był jego uczniem lub współpracownikiem. Z powodów politycznych Al-Buchari zmuszony był przenieść się do Chazantak, wsi pod Samarkandą. Trzeba powiedzieć, że był skrajnym sunnitą, przeciwnym kompromisom zarówno z szyitami, jak i mutazylitami. Uważał, że tylko uznanie proroka Mahometa za najwyższy autorytet po Koranie uratuje jedność islamu. Zmarł w 870. Pochowany w Samarkandzie.

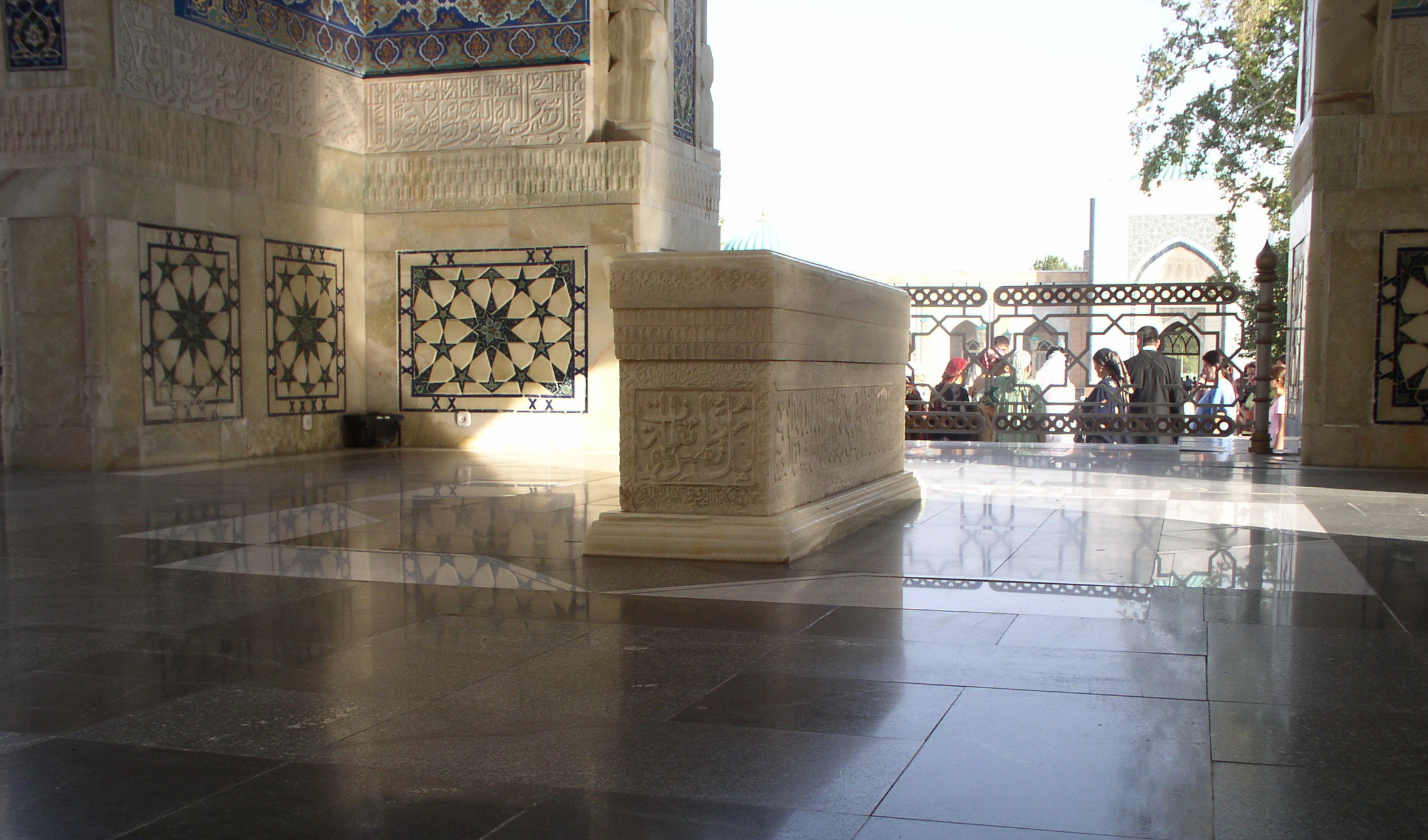
Grób Al-Buchariego

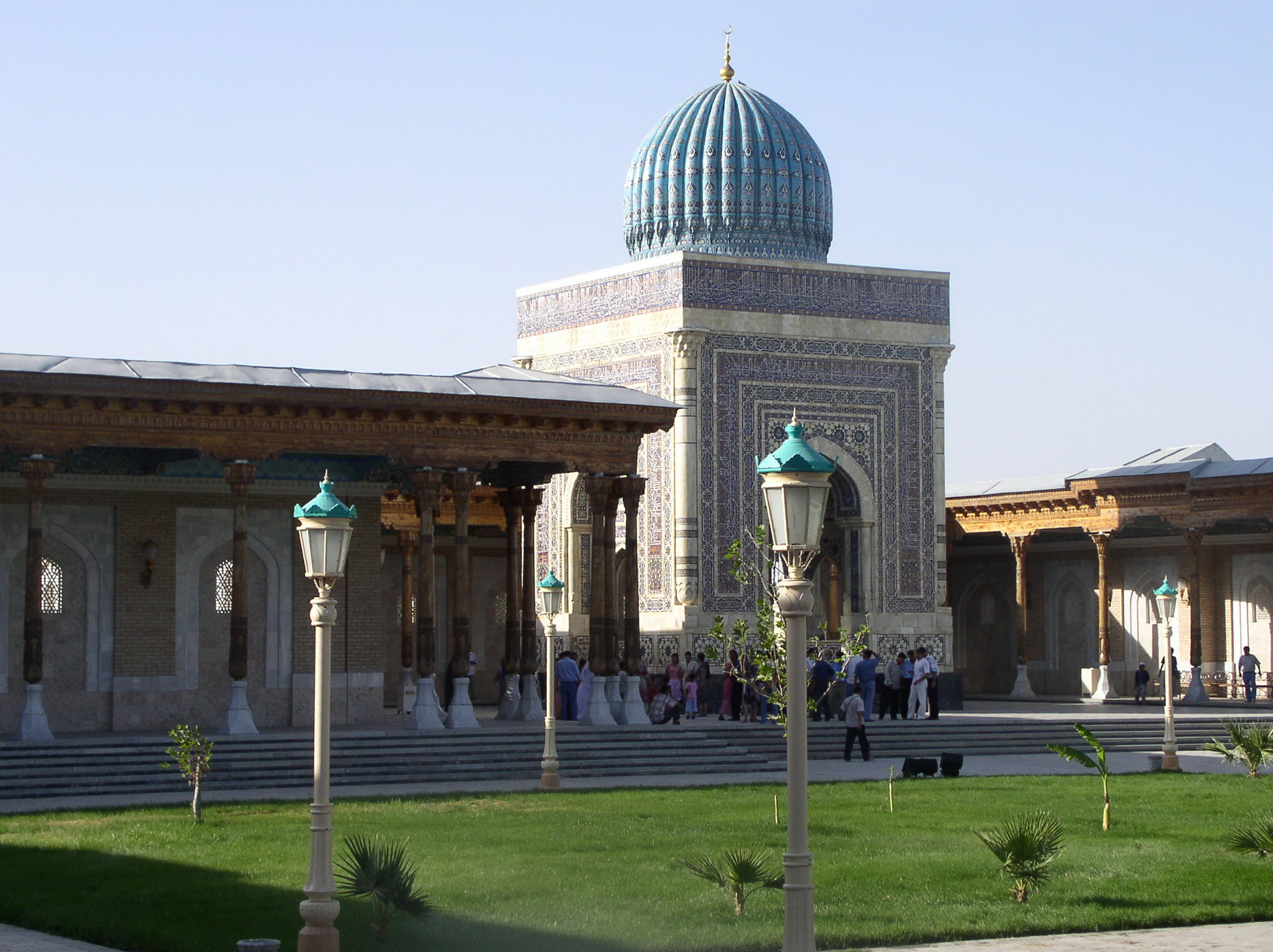
Meczet z mauzoleum Al-Buchariego koło Samarkandy, Uzbekistan

## Dzieła
- Sahih al-Buchari arab. ‏صحيح البخاري‎, obejmujący 7275 hadisów, pogrupowanych w 93 rozdziałach tematycznych;
- Al-adab al-mufrad الادب المفرد, zbioru hadisów na temat etyki i savoir-vivre’u;
- At-Tarich al-kabir التاريخ الكبير, słownik biograficzny tradentów przekazujących hadisy;
- At-tarich as-saghir التاريج الصغير, wersja skrócona ww.